# Igala
L'igala és una llengua que es parla al sud de Nigèria, a les LGAs: d'Ankpa, d'Idah, de Dekina i de Bassa, a l'estat de Kogi; a la LGA d'Oshimili, a l'Estat d'Edo; i a la LGA d'Anambra, a l'estat d'Anambra. Els igales són el grup ètnic que parlen la llengua. El 1989 era parlada per 800.000 persones.
L'igala és una llengua independent de les llengües yoruboid; a més d'aquesta llengua, aquesta família lingüística inclou el grup lingüístic de les llengües edekiri: l'ede cabe, l'ede ica, l'ede idaca, l'ede ije, l'rfr nago, kura, l'ifè, l'isekiri, el lucumi, el mokole, el nago septentrional, el nago meridional, l'ulukwuni i el ioruba. Aquestes llengües es parlen a Nigèria, Benin, Togo i Cuba.

## Ús de la llengua i dialectologia
L'igala és una llengua de caràcter educacional (4a): el seu ús és vigorós, està estandarditzada i és utilitzada per les institucions educatives d'educació primària i s'utilitza en tots els dominis. S'escriu en alfabet llatí i el 1968 s'hi va traduir la Bíblia.
Els dialectes de l'igala són l'ankpa, l'anyugba, l'ebu, l'ibaji, l'idah, l'ife i l'ogugu.

## Població i religió
El 78% dels 1.313.000 igales són cristians; d'aquests, el 70% són catòlics, el 15% són protestants i el 15% pertanyen a esglésies cristianes independents. El 21% dels igales són islàmics i l'1% restant creuen en religions tradicionals africanes.